# 首くくり栲象
首くくり栲象（くびくくりたくぞう、1947年12月26日 - 2018年3月31日）は、日本のパフォーマー、アクショニスト、俳優。本名は古沢 守。旧芸名は古沢 宅、古澤 宅、古澤 栲。群馬県安中市出身。

## 来歴
高校卒業後、演劇を目指して18歳で上京。風倉匠、松澤宥、高松次郎らの薫陶を受け、ハプニング等のパフォーマンスを行う。
1969年より「首吊り」のパフォーマンスを開始。1971年には天井桟敷館にて、首吊りパフォーマンスを用いた作品『a'』を発表した。しかし首吊りパフォーマンスは体への負担が大きく、後年再開するまで20年ほど行わない時期があった。
1997年、50歳を目前にして「毎日首吊りをする」ことを決意。2004年には首くくり栲象に改名、自宅の庭を「庭劇場」（後述）と名付け、月に数日、首吊りパフォーマンスを公開した。
首吊りに起因し肺炎で入院したり、歯が抜けたこともある。2013年には肺気腫を患い入院、以降はタバコも断っていた。
2010年代より、自身のドキュメンタリーなど映画への出演が増え、2017年にはテレビドラマ『山田孝之のカンヌ映画祭』にて、山田孝之や芦田愛菜らと共演。俳優として地歩を固めていたが、2018年に肺がんが見つかる。同年3月31日、聖路加国際病院にて肺がんのため死去。70歳没。

### 庭劇場
東京都国立市にある自宅の庭を開放した劇場。「くにたち庭劇場」とも称する。庭での首吊りは栲象自身の日課でもあり、非公開でも毎日行っていた。
公演にあたってはタイトルが付けられるほか、「能書き」と称する文章がしたためられることもある。
パフォーマンスは約1時間程度。その後、栲象の自宅にて飲食が振る舞われ、歓談の場となる。

## 人物
- パフォーマーとして活動のかたわら、大工や各種舞台の大道具として生計を立てていた[5][8]。
- 元々ボクシングの心得もあり、首吊りパフォーマンスも鍛えた肉体あってこそだったという[8]。
- 歌唱力もあり、十八番は美空ひばりの楽曲だったとのこと[9]。

## 作品

### 公演
- 『a'』（1971年、天井桟敷館）
- 東京バビロン オープニングセレモニー『消』（2002年9月8 - 10日、シアター・バビロンの流れのほとりにて）
- 『黒焦げサンキュー』（2008年2月5 - 11日、ディ・プラッツ）
- 『蝶の夢』（2009年、大地の芸術祭、野外能楽堂） - 安藤朋子と競演
  - その後、横浜（2011年2月17 - 18日）、東京（2012年11月23日・25日）、東京（2016年10月2日）、インドネシア・ジャカルタ（2016年10月15 - 16日）他と再演
- 『間人』（2016年11月20日、前橋市芸術文化れんが蔵） - 村田峰紀、山川冬樹と共演

### 写真集
- 首くくり栲象（宮本隆司撮影、BankART1929・ツバメ出版流通、2018年）ISBN 9784902736458

### 書籍
- 美空ひばり "歌う女王"のすべて（文藝春秋編、文春文庫ビジュアル版、1990年）ISBN 978-4168108150
  - 古澤栲名義で「祈り／生きいそぐ薔薇――「悲しい酒」の変容をめぐって」を寄稿
- 時計の振子、風倉匠（佐野画廊、1996年5月20日）ISBN 978-4-87995-379-7
  - 古澤栲名義で「バラの蕾」を寄稿

## 出演

### ドラマ
- 山田孝之のカンヌ映画祭（テレビ東京、2017年）
  - 劇中劇『穢の森』出演

### 映画
- Hangman Takuzo（余越保子監督、2010年）
- 首くくり栲象・方法序説（小笠原隆夫監督、2011年）
- 朱霊たち（岩名雅記監督、2013年）
- 始まりも終わりもない（伊藤俊也監督、2014年）
- 首くくり栲象の庭（堀江実監督、2016年）
- マリアの乳房（瀬々敬久監督、2018年）
- 息衝く（木村文洋監督、2018年）
- ハード・コア（山下敦弘監督、2018年）

### ミュージックビデオ
- フジファブリック「カンヌの休日 feat. 山田孝之」

### 漫画
- 追悼 首くくり栲象 吊りつづけて超ロングラン50年（ムコキマッソ、コアマガジン「まんが怪しい裏仕事」収録、2018年12月25日）ISBN 978-4866532738
  - 生前（2006年）の取材および没後の関係者への取材を元にした作品。

## 追悼展示
- 窪寺雄二個展「追悼　首くくり栲象」（2018年11月13日 - 18日、ルーニィ247 fine arts）
- 特別展示「首くくり栲象」（2019年8月27日 - 31日、小山登美夫ギャラリー）